# Netflix & Chill (Shoreline Mafia)
Netflix & Chill è un singolo del gruppo musicale statunitense Shoreline Mafia pubblicato il 28 novembre 2018.

## Tracce
1. Netflix & Chill – 3:00